# Rezervația faunistică Brateș
Rezervația faunistică Brateș (Tărhăuș) este o arie protejată de interes național ce corespunde categoriei a IV-a IUCN (rezervație naturală de tip faunistic) situată în județul Neamț, pe teritoriul administrativ al comunei Tarcău.

## Localizare
Aria naturală se află în extremitatea sud-vestică a județului Neamț la limita cu județul Bacău în Munții Tarcăului, pe  abruptul nord-estic al Vârfului Țapu în aria delimitată de acesta cu dealul Făgețel și muntele Rădvanu la nord de Obârșia Tarcăului, la o altitudine de 1400 - 1600 m.

## Descriere
Arealul rezervației reprezintă o pădure de rășinoase și amestec de rășinoase cu o suprafață de 30,70 hectare și, a fost declarată arie protejată prin Legea nr.5 din 6 martie 2000 (privind aprobarea Planului de amenajare a teritoriului național - Secțiunea a III-a - zone prorejate). 
Reprezintă o zonă montană împădurită, cu rol de protecție pentru cocoșul de munte (Tetrao urogallus), o specie faunistică din familia Phasianidaelor.
Actual (2012) se află în administrarea Direcției Silvice – Piatra Neamț, Ocolul Silvic Brateș.